# نظام آزمث
نظام آزمث (Azimuth Systems) هي شركة خاصة تقع بالقرب من بوسطن، ماساشوستس.و منتجاتها الأساسية تشمل محاكاة القنوات اللاسلكية والمعدات الاختبار اللاسلكية لـ LTE، وايماكس، موبايلات 2G/3G وشبكات واي فاي.
في 2009 قامت نظام آزمث بكتاية ورقة بيضاء بعنوان تحسين 4G اللاسلكية ذات النطاق العريض من خلال المحاكاة تصميم المنتجات الفعالة اختبار القناة..
في أبريل 2010، منح نظام آزمث على جائزة أفضل أختبار من مجلة عالم الاختبار والقياس. أيضا، في 2009، منحت نظام آزمث 4G Wireless Evolution LTE Visionary Awardمن قبل TMC.net.

## لمراجع
1. ↑  
Scheiber، Steve (9 أبريل 2009). "Getting to 4G through design and test". Electronics Design, Strategy and News. مؤرشف من الأصل في 2016-03-04. اطلع عليه بتاريخ 2010-03-01.
2. ↑  
"Azimuth Systems Marks the First Half of 2009 With Record Growth and Expansion Into the MIMO and Cellular Markets". Reuters. 28 يوليو 2009. مؤرشف من الأصل في 2016-03-03. اطلع عليه بتاريخ 2010-03-01.
3. ↑  
Friedrich، Nancy (1 يناير 2009). "Channel-Emulation Testing Aids 4G Product Design". Microwaves and RF. مؤرشف من الأصل في 2016-03-04. اطلع عليه بتاريخ 2010-03-01.
4. ↑  
Nelson، Rick (1 فبراير 2009). "Channel Emulation Supports Mobile MIMO". Test and Measurement World. مؤرشف من الأصل في 2021-01-17. اطلع عليه بتاريخ 2010-03-01.
5. ↑  
"T&MW announces 2010 award winners". tmworld.com. 1 أبريل 2010. مؤرشف من الأصل في 2012-07-05. اطلع عليه بتاريخ 2010-04-26.
6. ↑  
"Azimuth Systems Receives 2009 4G Wireless Evolution LTE Visionary Award". TMC Net.com. 29 أكتوبر 2009. مؤرشف من الأصل في 2016-03-03. اطلع عليه بتاريخ 2010-03-01.

## وصلات خارجية
- الموقع الرسمي